# Route européenne 372
Pour les articles homonymes, voir Route 372.
La route européenne 372 est une route reliant Varsovie à Lviv.

## Général
La route européenne 372 est une route d'interconnexion de classe B et relie Varsovie en Pologne à Lviv en Ukraine, atteignant une distance d'environ 370 kilomètres. L'itinéraire a été déterminé par la CEE-ONU comme suit: Warschau - Lublin - Lviv. L'E372 part de Varsovie , d'où il part des routes européennes convergentes E30 , E67 et E77 . En Pologne, la E372 longe la route nationale n ° 17 (en partie le long de l'autoroute S17 ) à travers Lublin et Zamość jusqu'au poste frontière Hrebenne - Rawa Ruska. En Ukraine, il longe la route nationale M09 à travers Żółkiew (périphérique) jusqu'à Lviv , où il rejoint les routes E40 et E471. 
.
La longueur totale de la route E372 est d'environ 367 km, dont 297 km en Pologne et 70 km en Ukraine.